# Krzysztof Domaradzki (architekt)
Krzysztof Domaradzki (ur. 1945, zm. 26 czerwca 2020) – polski architekt i urbanista.

## Życiorys

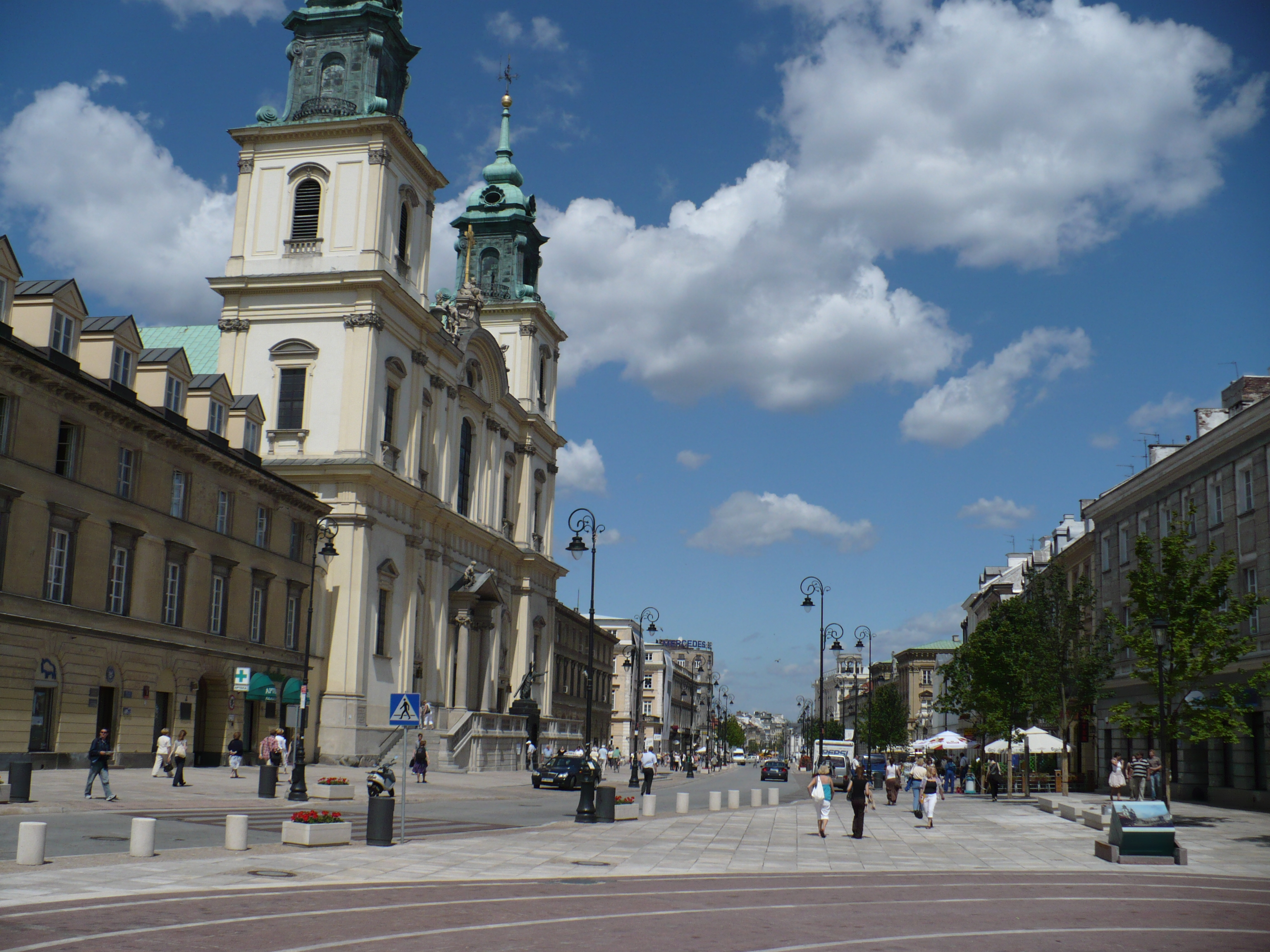
Krakowskie Przedmieście w 2008, po przebudowie według projektu Krzysztofa Domaradzkiego

Ukończył studia na Wydziale Architektury Politechniki Warszawskiej. Autor zrealizowanych koncepcji przebudowy ulic Nowy Świat i Krakowskie Przedmieście w Warszawie. Współautor wielu planów zagospodarowania przestrzennego w Warszawie i projektów osiedli w miejscowościach podwarszawskich. Adiunkt w Pracowni Urbanistyki Stosowanej Wydziału Architektury Politechniki Warszawskiej.
Wiceprezes Towarzystwa Urbanistów Polskich.
Autor książki Przestrzeń Warszawy. Tożsamość miasta a urbanistyka wydanej w 2016 r. przez wydawnictwo Muzeum Powstania Warszawskiego.
W 2016 został odznaczony Krzyżem Kawalerskim Orderu Odrodzenia Polski „za wybitne osiągnięcia w pracy zawodowej i naukowo-dydaktycznej w dziedzinie architektury, za wkład w promowanie problematyki tożsamości historycznej stolicy”.